# Lachneratus phasmaticus
Lachneratus phasmaticus is een straalvinnige vissensoort uit de familie van kardinaalbaarzen (Apogonidae). De wetenschappelijke naam van de soort is voor het eerst geldig gepubliceerd in 1991 door Fraser & Struhsaker.